# Donamaradi, Manvi
Donamaradi là một làng thuộc tehsil Manvi, huyện Raichur, bang Karnataka, Ấn Độ.